# The King of Fighters EX: Neo Blood
The King of Fighters EX: Neo Blood est un jeu vidéo de combat développé par Artoon et édité par Sammy Studios, sorti en 2002 sur Game Boy Advance. Il a pour suite The King of Fighters EX2: Howling Blood.
C'est une adaptation de The King of Fighters '99: Millennium Battle.

## Accueil
- Jeux vidéo Magazine : 12/20[1]